# Ramon de Vilanova
Ramon de Vilanova (fill de Marc de Vilanova), fou un dels personatges catalans més distingits de la seva època.
Inicià la seva vida militar al costat del comte d'Osona, en ser nomenat aquest almirall de la flota que es destinava a la conquesta de Sardenya, i es trobà en la presa de l'Alguer contra els genovesos el 23 d'agost de 1353. El 28 d'agost de 1354 comanava l'exèrcit reial que atacava per terra la ciutat de Càller en el mateix regne, mentre el monarca l'assetjava per mar.
El 1363 el rei Pere li confià una ambaixada per aconseguir del Comte de Foix que s'unís a les hosts d'Aragó en la guerra contra el rei de Castella. Acompanyà al comte d'Osona, en qualitat de conseller del rei, quan fou enviat a Terrés, a l'Aragó, per entrevistar-se amb el monarca de Castella, amb el fi de tractar de les paus entre els dos regnes. Formà part de la cort en els seus viatges a València, Saragossa i Perpinyà, i fou escollit pel rei, com a persona de la seva major confiança, quan començaven les intrigues cortesanes contra el comte d'Osona, per prendre secretament declaracions de l'alcalde i cavallers del castell de les Medas, als quals s'acusava d'haver desobeït les ordres del rei per a seguir les del comte, amb el que es demostrà la falsedat d'aquesta acusació.
Fou tresorer reial des de 1366 fins a 1369 i elevat a la dignitat de camarlenc el 1381. Nomenat governador general o virrei del Ducat d'Atenes i Neopàtria el 1383, complí tan bé la seva tasca, que el rei Martí el nomenà el 1392 governador general de Catalunya, morí el 1402.